# Ибраев, Тураш Ибраевич
Тураш Ибраевич Ибраев (20 мая 1929, Чубартау, Восточно-казакская область, Казахская АССР, РСФСР, СССР — 7 ноября 1991 Алма-Ата, Казахская ССР, СССР) — казахский советский кинорежиссёр. Народный артист Казахской ССР (1989).

## Краткая биография
Тураш Ибраев (существует версия фамилии Ыбыраев) родился 20 мая 1929 года в селе Чубартау Восточно-казакской области Казахской АССР. После окончания средней школы в 1949 году поступил в Государственный институт театрального искусства им. А. В. Луначарского (ГИТИС) и в 1954 году окончил полный курс по специальности «Артист драматического театра».
С 1954 по 1957 годы — актёр Казахского драматического театра в Алма-Ате. В 1957—1958 годы — заведующий отделом культуры республиканского профсоюза работников культуры. С 1959 года — работник Казахского радио и телевидения, а также студии «Казахфильм».
Режиссёрскую деятельность начал в 1967 году. Специализировался по телевизионным фильмам. Снимал как документальные, так и художественные фильмы. В 1976 году Ибраеву была присвоена высшая режиссёрская категория.
Ушёл из жизни 7 ноября 1991 года в разгар работы над художественным фильмом, посвящённым казахскому поэту Шакариму. 

Художественный фильм «Последняя осень Шакарима» стал последней осенью и в жизни Тураша Ибраева— из статьи в газете «Страна и мир», посвящённой памяти режиссёра
.

## Творчество
Наиболее известные художественные фильмы Тураша Ибраева — «Доверие», «Курмангазы», «Кончается лето», «Белый автомобиль», «Последняя осень Шакарима». Также пользовались известностью его фильмы-спектакли («Енлик-Кебек», «Ах, уж эти девушки!», «Абай» «Кыз Жибек», «Беу, кыздарай!») и фильмы-концерты («Ала-Тау», «Той бастар»).
Героями документальных лент Ибраева стали космонавт Владимир Шаталов, народные артисты СССР Азербайджан Мамбетов и Ермек Серкебаев, народная артистка Казахстана Амина Умурзакова, Герои Соцтруда, а также врачи, нефтяники Каспия, рыбаки Арала, чабаны Семиречья и другие трудящиеся Казахской ССР. Ленты «Беташар», «Тсау Кесу», «Дастархан», «Родина моя — Синегорье…» отражают самобытные национальные черты Казахстана.
За пределами сферы кинематографа Ибраев проявил себя как автор либретто к балету «Аксак-Кулан» Алмаса Серкебаева.

## Фильмография

### Режиссёр
- 1967 — «Я-Казахстан» (документальный телефильм)
- 1968 — «М. Тулебаев» (хроникально-документальный телефильм)
- 1969 — «Абай» (фильм-спектакль)
- 1970 — «Доверие» (полнометражный художественный фильм)
- 1970 — «Народные мелодии» (концертный блок)
- 1971 — «Ала-Тау» (фильм-концерт)
- 1971 — «Народные таланты» (концертный блок)
- 1972 — «Кенен Азербаев» (документальный телефильм)
- 1972 — «Играют сестры Накипбековы» (концертный блок)
- 1973 — «Поют Штанько, Байтугаев и Айтбаев» (концертный блок)
- 1973 — «Ансамбль виолончелистов» (концертный блок)
- 1973 — «Песня зовет» (фильм-концерт)
- 1973 — «Кара-Тау» (документальный телефильм)
- 1973 — «Концертные номера в исполнении Нусипжанова и художественной самодеятельности» (концертный блок)
- 1973 — «Богатства Урала и Каспия» (полнометражный художественный телефильм)
- 1974 — «Курмангазы» (полнометражный художественный телефильм)
- 1974 — «Солисты Оперного» (фильм-концерт)
- 1975 — «Поет Ермек Серкебаев» (фильм-концерт)
- 1975 — «Здравницы Казахстана» (документальный телефильм, режиссёр-постановщик)
- 1975 — «Белый автомобиль» (художественный телефильм)
- 1976 — «"Ах, уж эти девушки!"» (фильм-спектакль)
- 1977 — «Енлик-Кебек» (фильм-спектакль)
- 1977 — «Я вижу, Доктор!» (документальный телефильм)
- 1977 — «Кыз-Жибек» (тысячный спектакль)
- 1978 — «Встреча с родной землей» (документальный телефильм)
- 1978 — «Совхоз Капланбек» (документальный телефильм)
- 1981 — «Земля и небо Владимира Шаталова» (документальный телефильм)
- 1981 — «Арена друзей» (сюжетный телефильм-концерт)
- 1982 — «Как сложили сказку» (документальный телефильм)
- 1983 — «Уральск» (документальный телефильм)
- 1983 — «Диалог с атомом (Атом-миру)» (хроникально-документальный телефильм)
- 1984 — «Дом без углов» (хроникально-документальный телефильм)
- 1985 — «Беташар» (документальный телефильм)
- 1986 — «Земля Абая» (хроникально-документальный телефильм)
- 1986 — «Город на белом холме» (документальный телефильм)
- 1986 — «Тусау кесу» (документальный телефильм)
- 1988 — «Поле луковое» (документальный телефильм)
- 1988 — «Амина» (хроникально-документальный телефильм)
- 1989 — «Дастархан» (документальный телефильм)
- 1989 — «Дело всей жизни ("Каныш")» (документальный телефильм)

### Автор и режиссёр
- 1971 — «Весенние голоса» (м/фильм-концерт)
- 1972 — «По старой Караванке» (документальный телефильм)
- 1972 — «Той бастар» (фильм-концерт)
- 1972 — «Асыл арна» (документальный телефильм)
- 1974 — «Рыбацкие рассветы» (документальный телефильм)
- 1976 — «Родина моя — Синегорье» (документальный телефильм)
- 1977 — «Голубые ели» (документальный телефильм)
- 1977 — «Аксак-Кулан» (балет, автор либретто)
- 1978 — «Сары-Агач» (документальный телефильм)
- 1981 — «Город у Белых Скал» (документальный телефильм, автор сценария)
- 1983 — «Чабан из Чубартау» (документальный телефильм)
- 1984 — «Сотворение праздника» (хроникально-документальный музыкальный телефильм)
- 1987 — «После смены трудовой» (документальный телефильм)
- 1988 — «Поёт Ж.Медетбаев» (фильм-концерт)
- 1988 — «Поёт Сабит Оразбаев» (фильм-концерт)
- 1991 — «Последняя осень Шакарима» (полнометражный художественный фильм)

## Признание и награды
- 1970 — приз МВД Казахской ССР («Доверие»).
- 1972 — почётный диплом на 3 фестивале телефильмов в г. Ленинграде («По старой Караванке»).
- 1972 — почётный диплом и приз 8 зонального фестиваля в Алма-Ате («Асыл арна»).
- 1974 — Всесоюзный обмен («Курмангазы»).
- 1976 — Высшая категория кинорежиссёра.
- 1989 — Народный артист Казахской ССР (июнь 1989 года).
- Звание отличника телевидения и радио СССР.
- Звания «Ветеран Труда СССР» и «Заслуженный деятель культуры Казахстана».
- Занесён в «Золотую Книгу Почёта Верховного Совета Казахской ССР», «Золотые Страницы Казахстана».

## Семья
Тураш Ибраев — выходец из рода жастабан племени Абак-керей Среднего жуза.
Отец — Ибраев Карим (Мухамедкарим) Ибраевич (1910—1980), уроженец Чубартауского района Семипалатинской области (Восточно-Казахстанская область). В 1939 году поступил в Ленинградский Государственный Университет (ЛГУ), из которого впоследствии был исключён как «сын бая (сын врага народа)». Затем в 1931 году поступил в САГУ (Ташкент) на медицинский факультет, впоследствии был переведён в Алма-Атинский Медицинский Институт. После окончания института с 1936 года по 1941 год работал главным врачом в больнице. С 1941 года добровольцем пошёл на фронт и до самого окончания войны был военным хирургом (специальность «Полевая хирургия»). Участник Сталинградской битвы, сражался за оборону Москвы, воевал в Польше, прошёл всю войну до Берлина, где встретил День Победы 9 мая 1945 года. За боевые заслуги был награждён 8 орденами и медалями, как «Красная Звезда», «Красное Знамя» и другими. После войны 1945—1947 годах работал в Австрии (г. Вена), Монголии и в 1947 году вернулся работать в Алма-Ату в звании подполковника медицинской службы. В 1947 году продолжил работу в Алма-Атинском медицинском институте в должности хирурга (изначально — ассистент хирурга). В 1961 году защитил кандидатскую диссертацию, в 1963 году — получил звание доцента кафедры медицинского института. С 1947 года вёл преподавательскую деятельность в медицинском институте и одновременно работал в качестве оперирующего хирурга в железнодорожной больнице города Алма-Аты. После выхода на пенсию в 1978 году работал в качестве хирурга-консультанта в железнодорожной больнице. Скончался 23 февраля 1980 года.
Жена — Дюсупбаева Магиза Сейткалиевна, уроженка г. Семипалатинск, в 1961 году окончила ЛГИК (Ленинградский Государственный Институт Культуры). После окончания института работала в Министерстве Культуры Казахстана. В 1964 году была переведена в Республиканскую Библиотеку им. А. С. Пушкина в должности старшего библиотекаря справочного библиографического отдела. С 1965 года по 1975 год работала Главным Библиотекарем отдела Книгохранения, в 1975 году была переведена на должность Заведующего Отдела Абонемента, где проработала до 1979 года с последующим переводом на должность Заведующего Отдела Книгохранения. Награждена почётными грамотами Верховного Совета Казахстана, удостоена звания Заслуженный Деятель Культуры Казахстана, участник трудового фронта.
Дети (двое): Ибраева Шолпан Турашовна и Ибраев Айдар Турашевич.
Внуки (двое): Ибраев Карим Айдарович и Ибраева Адина Айдаровна.